# Synagoge (Marktbreit)

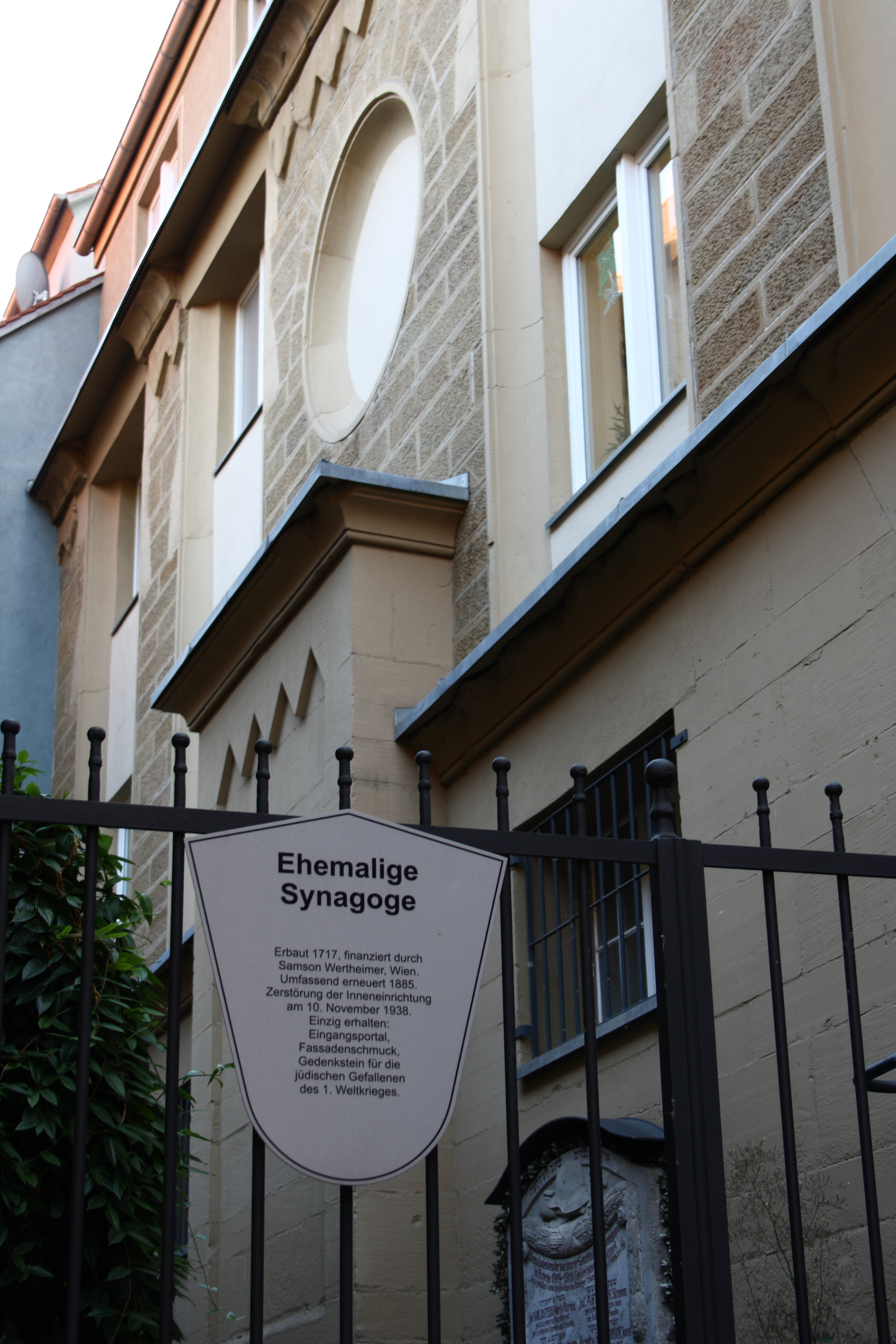
Ehemalige Synagoge in Marktbreit

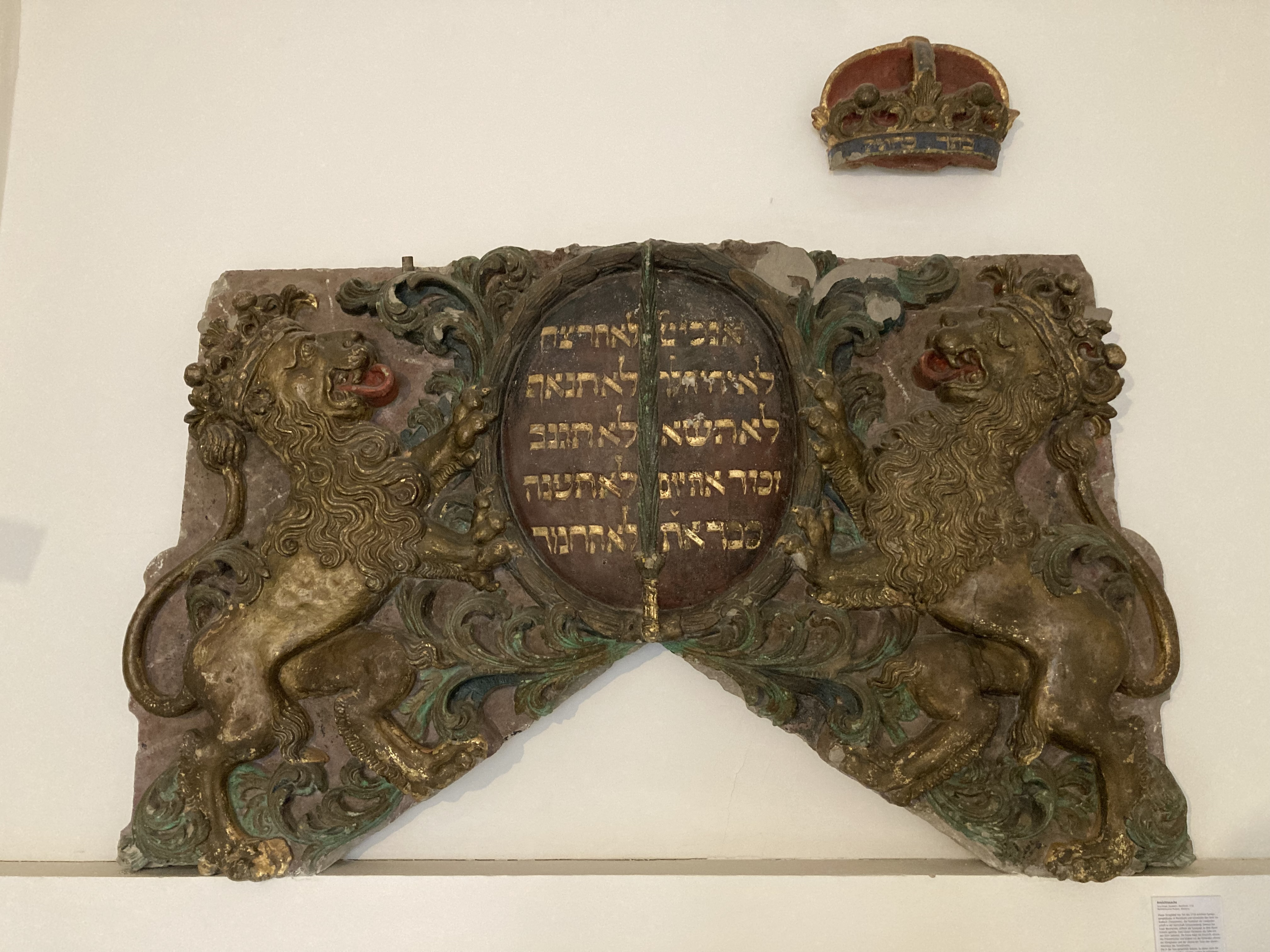
Fragment des Toragiebels

Die Synagoge in Marktbreit war das Gotteshaus der dortigen israelitischen Gemeinde.

## Geschichte
Seit 1642 war die Abhaltung israelitischer Gottesdienste in Marktbreit per Schutzbrief gestattet. Eine erste Synagoge wurde bereits im 17. Jahrhundert gebaut. Dieses Gotteshaus, das dicht beim Seinsheimschen Schloss stand, existierte bis 1714; es wurde durch einen Brand zerstört.
Die neue Synagoge sollte an anderer Stelle, im jüdischen Wohnviertel, errichtet werden. Finanziert wurde sie zum größten Teil durch Samson Wertheimer in Wien, zu dem zahlreiche Gemeindemitglieder verwandtschaftliche Beziehungen hatten: Ungefähr die Hälfte der mehr als 150 Einwohner jüdischen Glaubens, die Marktbreit zu Beginn des 18. Jahrhunderts hatten, waren Mitglieder der Familienverbände Wertheimer und Oppenheimer.
Die Einweihung dieser zweiten Synagoge in der Pförtleinsgasse 10 erfolgte 1717. Nach einer ausgiebigen Restaurierung wurde das nun im byzantinischen Stil gehaltene Gebäude am 27. Juni 1885 erneut eingeweiht. Es enthielt auch Räumlichkeiten für die Schule sowie eine Lehrerwohnung und im Untergeschoss eine Mikwe.
Im Zuge des Novemberpogroms sollte die Synagoge durch SS-Leute aus Kitzingen in Brand gesetzt werden. Um die Gefährdung der umliegenden Häuser zu vermeiden, verhinderten jedoch Bürgermeister, Polizeikommandant und Feuerwehr die Brandstiftung. Die SS-Leute demolierten die Inneneinrichtung und zerstörten einen Teil der Ritualgegenstände. Ferner wurden einige Juden gezwungen, Gebetbücher etc. auf einem Wagen abzutransportieren und in ein leeres Geschäft zu bringen. Bücher und Geld aus dem Besitz der Schule wurden im Rathaus abgeliefert; die jüdische Volksschule und die Lehrerwohnung wurden aber nicht zerstört. Die jüdische Schule wurde von der SS versiegelt.
Nach der Schändung der Synagoge wurden die Juden Marktbreits zusammengetrieben und auf dem Marktplatz beschimpft.
1945 wurde das Gebäude der Synagoge in ein Wohn- und Geschäftshaus umgewandelt. Die Ostfassade mit dem Mauervorsprung für den Toraschrein und mit einem zugemauerten Rundfenster ist erhalten geblieben.
Neben dem einstigen rückwärtigen Eingang sind eine Gedenktafel für die jüdischen Gefallenen des Ersten Weltkriegs aus Marktbreit sowie eine weitere Gedenktafel für die im Zuge des Holocausts ermordeten jüdischen Bürger der Stadt angebracht. Ein Fragment des Toragiebels aus Sandstein befindet sich heute im Mainfränkischen Museum in Würzburg. Es zeigt zwei Löwen, die die Tafel mit den Zehn Geboten flankieren.